# The Ducktators
The Ducktators es un cortometraje animado de propaganda antinazi de la serie Looney Tunes (Warner Bros.) producida en 1942 por Leo Schlesinger y dirigido por Norman McCabe.
La trama es una sátira política de los sucesos que precedieron a la II Guerra Mundial. En ella se muestra a los dirigentes del Fuerzas del Eje (caracterizados como aves) como protagonistas.
El título del corto forma un juego de palabras con Duck (Pato) y Dictators (Dictadores).

## Argumento

### Prólogo
La trama tiene lugar en una granja donde una pareja de patos esperan a su primer pollito. El padre emocionado reparte puros entre los demás animales (patos, gansos y gallinas) mientras la madre avisa de que acaba de poner un huevo, el cual les llama la atención puesto que es negro. Tras eclosionar aparece un pato con las mismas características de Adolf Hitler siendo "Sieg Heil" sus primeras palabras mientras realiza el saludo nazi.

### Formación del Eje
Al paso de los años, el polluelo Hitler ha alcanzado la madurez y se dedica a lanzar discursos agresivos tras erigirse líder de la granja. Uno de los animales: un ganso con un fuerte acento italiano en alusión a Benito Mussolini concuerda con sus palabras y se dirige al público como los "inteligentes", ante estas declaraciones, el director interrumpe momentáneamente el corto para lanzar este mensaje: "Queremos pedir disculpas a aquellos NOBLES PATOS y GANSOS que puedan estar entre el público" en referencia a los germanoestadounidenses e italoestadounidenses. El Pato Hitler anima a los voluntarios para que formen un ejército y se unan al futuro Eje, al mismo tiempo Mussolini también ofrece un discurso ante un solo polluelo, el cual es obligado a escuchar y aplaudir. Tras hacerse con las masas, las Stormtroopers organizan marchas por las áreas controladas mientras la Paloma de la paz llora al contemplar el caos.
Poco tiempo después se organiza una conferencia de paz, la cual es boicoteada por Hitler furioso que culpa a Mussolini de haber organizado el encuentro. Hitler deposita los tratados de paz en un buzón, que en realidad es una trituradora de papel. Mientras, otro pato procedente del Imperio de Japón (Hideki Tojo) se une a las dos aves europeas para completar así el Eje no sin dificultades, pues una tortuga boba apalea a Hideki Tojo después de que este le colocara en el caparazón un cartel en el que indica la "soberanía japonesa" sobre el lugar, no obstante, el pato japonés intenta hacerse pasar por chino para engañar a la tortuga, aunque no cae en la treta ya que en la chapa que indica su "nacionalidad china" debajo reza que se fabricó en Japón.

### Paloma de la Paz
Una vez los tres juntos, desfilan al ritmo y parodia de la canción infantil: One, Two, Buckle My Shoe.
La Paloma, al verles intenta razonar con ellos, pero al ser ninguneada se enfurece y con paso firme, combate al Eje y a las Stormtroopers con el apoyo de los demás animales de las granjas, incluyendo el pollito que apareció en el discurso de Mussolini y un conejo ruso personificando a Iósif Stalin que deja inconsciente a Hideki Tojo tras propinarle un golpe con una maza. 
Viendo que no pueden hacer frente a la rebelión, los líderes del Eje huyen despavoridos hasta que a su paso por un póster militar que reza: "Por la victoria, compra bonos de guerra", un soldado emerge del mismo y dispara a las tres aves con su fusil.
Varios años después, la Paloma, condecorada como Héroe de Guerra ha formado una familia con dos hijos llamados "Paz" y "Tranquilidad". Esta les explica que a pesar de odiar la guerra no tuvo otra alternativa que hacer frente para que una cosa así no vuelva a suceder. Tras contarles la historia, le muestra a sus hijos la cabeza de los tres dictadores a modo de trofeo de caza.

## Reparto
| Actor (voz)     | Personaje(s)                                                |
| --------------- | ----------------------------------------------------------- |
| Mel Blanc       | Pato Hitler Pato Hideki Tojo Paloma de la Paz Conejo Stalin |
| Michael Maltese | Ganso Mussolini                                             |
| John McLeish    | Narrador Paloma de la Paz (epílogo)                         |